# چه احساسی (ترانه وان دایرکشن)
«چه احساسی» تک‌آهنگی از وان دایرکشن است. این تک‌آهنگ در آلبوم ساخته‌شده در بامداد قرار داشت.